# Формула-1 — Гран-прі США 2025
Гран-прі США 2025 (офіційно — Formula 1 MSC Cruises United States Grand Prix 2025) — автоперегони чемпіонату світу з Формули-1, які відбудуться 19 жовтня 2025 року. Гонка буде проведена на трасі Америк в Остіні Техас, США. Це дев'ятнадцятий етап Чемпіонату світу, п'ятдесят четверте Гран-прі США в історії та сорок шосте в рамках Чемпіонату світу з Формули-1. Гран-прі США також стало четвертим спринт-вікендом в сезоні 2025 року.

## Розклад (UTC+3)
| Дата      | Подія                   | Час           |
| --------- | ----------------------- | ------------- |
| 17 жовтня | Вільний заїзд 1         | 20:30 - 21:30 |
| 18 жовтня | Кваліфікація до спринту | 00:30 - 01:14 |
| 18 жовтня | Спринт                  | 20:00 - 21:00 |
| 19 жовтня | Кваліфікація            | 00:00 - 01:00 |
| 19 жовтня | Перегони                | 22:00         |
| Джерело:  |                         |               |